# إسحاق أرملة
الخورأسقف إسحاق أرملة (بالسريانية: ܐܝܣܚܩ ܐܪܡܠܬܐ)‏ (1879 - 1954)، هو مؤرخ ولغوي وأسقف سرياني كاثوليكي.
ولد إسحاق أرملة ببلدة ماردين جنوب الأناضول، وأقبل إلى دير الشرفة وهو في السادسة عشرة، فرسم كاهنًا سنة 1903 ودأب على دراسة السريانية والتبحر بها، وكان مقربًا من بطريق السريان الكاثوليك أغناطيوس أفرام الثاني رحماني ومن بعده البطريق تبوني.
اعتُقل أثناء الحرب العالمية الأولى من قبل العثمانيين ثم أطلقوا سراحه. وكان من القلائل الذين ظلوا في ماردين أثناء مجازر سيفو فأرخ لما شاهده وعاشه في كتاب «القصارى في نكبات النصارى».
قضى معظم حياته في دير الشرفة بلبنان، فكتب ونسخ العشرات من الكتب العربية والسريانية وكان المستشرقون يراسلونه للاستفادة من علمه.

## وصلات خارجية
- إسحاق أرملة على موقع أرشيف الشارخ